# Hugo Sieker
Hugo Sieker (* 7. Februar 1903 in Elmshorn; † 8. Juni 1979 in Hamburg) war ein deutscher Journalist, Schriftsteller und Publizist. Er war leitender Redakteur des Feuilletons beim Hamburger Anzeiger und der Hamburger Freien Presse sowie Kurator des Ernst-Barlach-Hauses.

## Leben
Sieker war der Sohn eines Drechslers und bekannte sich auch später stets zu seiner proletarischen Herkunft. Auf der Volksschule übten die Reformpädagogen Adolf Jensen und Wilhelm Lamszus einen prägenden Einfluss auf den Schüler aus. Sieker absolvierte eine Lehre im Schiffbau und arbeitete auf einer Werft, ehe eine Freistelle den zweijährigen Besuch der Altonaer Kunstgewerbeschule ermöglichte, während er sich den Unterhalt als Heizer und Maler verdiente.
Seine ersten journalistischen Schritte unternahm Sieker in der Redaktion der von Walter Hammer herausgegebenen Zeitschrift Junge Menschen, wo er 1921 Erich Lüth begegnete. Hans W. Fischer, der Leiter des Feuilletons der Neuen Hamburger Zeitung, beauftragte die beiden jungen Journalisten mit regelmäßigen Rezensionen und Kritiken in seinem Blatt, bis es 1923 eingestellt wurde. Danach übertrug ihnen Paul Theodor Hoffmann Rubriken im Feuilleton des Hamburger Anzeigers, Sieker übernahm die Tanzkritik. Daneben verfasste er journalistische Beiträge für die Freie Proletarische Jugend, das Hamburger Echo, die Altonaer Nachrichten und die NORAG.
Aufgrund seiner Tätigkeit für linksgerichtete Medien wurde Sieker während der NS-Herrschaft argwöhnisch beobachtet und 1933 von der Gestapo verhört. Dennoch bildete sich gerade im Feuilleton des Hamburger Anzeigers, anfänglich unter Wolf Schramm, ab 1939 unter der Leitung von Sieker, eine „Kulturarbeit im Widerstandsgeist“ heraus, wie Sieker 1958 einen rückblickenden Essay betitelte. Man bediente sich der Technik des Schreibens zwischen den Zeilen, man hielt zu verfemten Künstlern wie Ernst Barlach und Friedrich Wield, ließ den jüdischen Schriftsteller Harry Reuss-Löwenstein Beiträge verfassen, erst unter seinem realen Namen, dann unter einem Pseudonym, und auch Siekers Lehrer Jensen und Lanszus veröffentlichten unter Pseudonym. Die Gratwanderung zwischen Anpassung und Widerstand gelang bis zum September 1944, als der Hamburger Anzeiger sein Erscheinen einstellte. Sieker wurde in den Zweiten Weltkrieg eingezogen, wo er im Emsland zum Einsatz kam und von der englischen Armee interniert wurde.
Zum Nachfolger des Hamburger Anzeigers wurde ab 1946 die Hamburger Freie Presse, in der Sieker erneut die Position des Feuilletonchef übernahm und mit dem Stamm der ehemaligen Redakteure des Anzeigers für eine personelle und inhaltliche Kontinuität gegenüber dem liberalen Vorgängerblatt sorgte. Sieker schrieb Gedenkbücher über die Weggefährten Hans W. Fischer, Walter Hammer und Friedrich Wield, ebenso wie eigene vorwiegend aphoristische Bücher. Er unterstützte Hermann F. Reemtsma beim Bau des Ernst-Barlach-Hauses im Hamburger Jenischpark und wurde dessen erster Kurator. Daneben war er bis zu seinem Tod zweiter Vorsitzender der Lichtwark-Stiftung.
Sieker förderte nach 1945 zahlreiche junge Hamburger Maler. Für den Schriftsteller Wolfgang Borchert, mit dem er von 1940 bis 1947 einen intensiven Briefwechsel führte, wurde er gleichermaßen zum Förderer und Freund. Bereits 1938 veröffentlichte Sieker im Hamburger Anzeiger das erste Gedicht Borcherts, 1946 folgte mit Die Hundeblume die erste Erzählung in der Hamburger Freien Presse, für deren Feuilleton er den jungen Schriftsteller mit diversen Rezensionen beauftragte. Seine bescheidene Einstellung zur Förderung junger Künstler beschrieb Sieker in einem Brief an Borchert nach dessen ersten Erfolgen im Mai 1947: „Ich fühle mich sofort überflüssig, wenn der Erfolg bei einer Begabung, für die ich mich interessierte, eingetreten ist.“

## Veröffentlichungen (Auswahl)
- Der Garten ohne Zaun. Alster, Wedel 1943.
- Fracht des Lebens. Alster, Wedel 1944.
- Die unzerstörbare Arche. Alster, Wedel 1948.
- Urlaub zu Deinem Besten Hanseatische, Hamburg 1966 (mit Ernst Fromm).
- Zum Nachdenken notiert. Freundesgabe zum Weihnachtsfest 1969. [zusammen mit Brigitte Berndts]. Selbstverlag 1969.
- Kulturarbeit im Widerstandsgeist. Christians, Hamburg 1973.

als Herausgeber
- Tätige Liebe zur Natur. Otto Schröder. Hamburgische Bücherei, Hamburg 1948.
- Hans W. Fischer. Ein Buch des Gedenkens. Hamburgische Bücherei, Hamburg 1948.
- Frühe und späte Briefe. Ernst Barlach. Claasen, Hamburg 1963 (mit Paul Schurek).
- Zwei verdiente Hamburger: Berthie und Rudolf Philipp. Schielzeth, Hamburg 1964.
- Da steht ein Mensch. Briefe von Gorch Fock an Aline Bußmann. Christians, Hamburg 1971.
- Bildhauer Wield 1880–1940. Ein Gedenkbuch. Christians, Hamburg 1975.